# Mesochorus scorteus
Mesochorus scorteus là một loài tò vò trong họ Ichneumonidae.